# 石排灣水塘

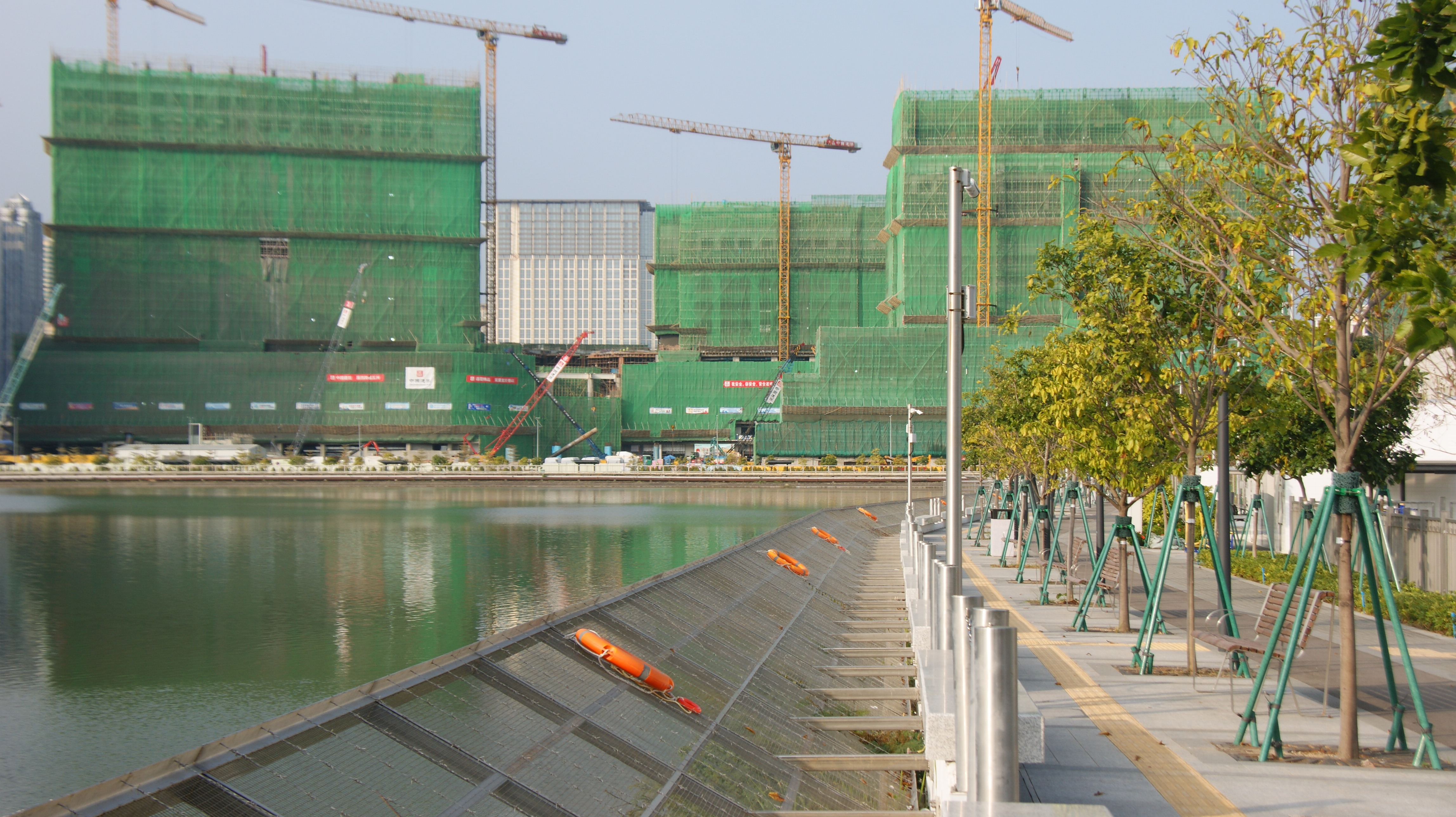
水塘與興建中澳門協和醫院

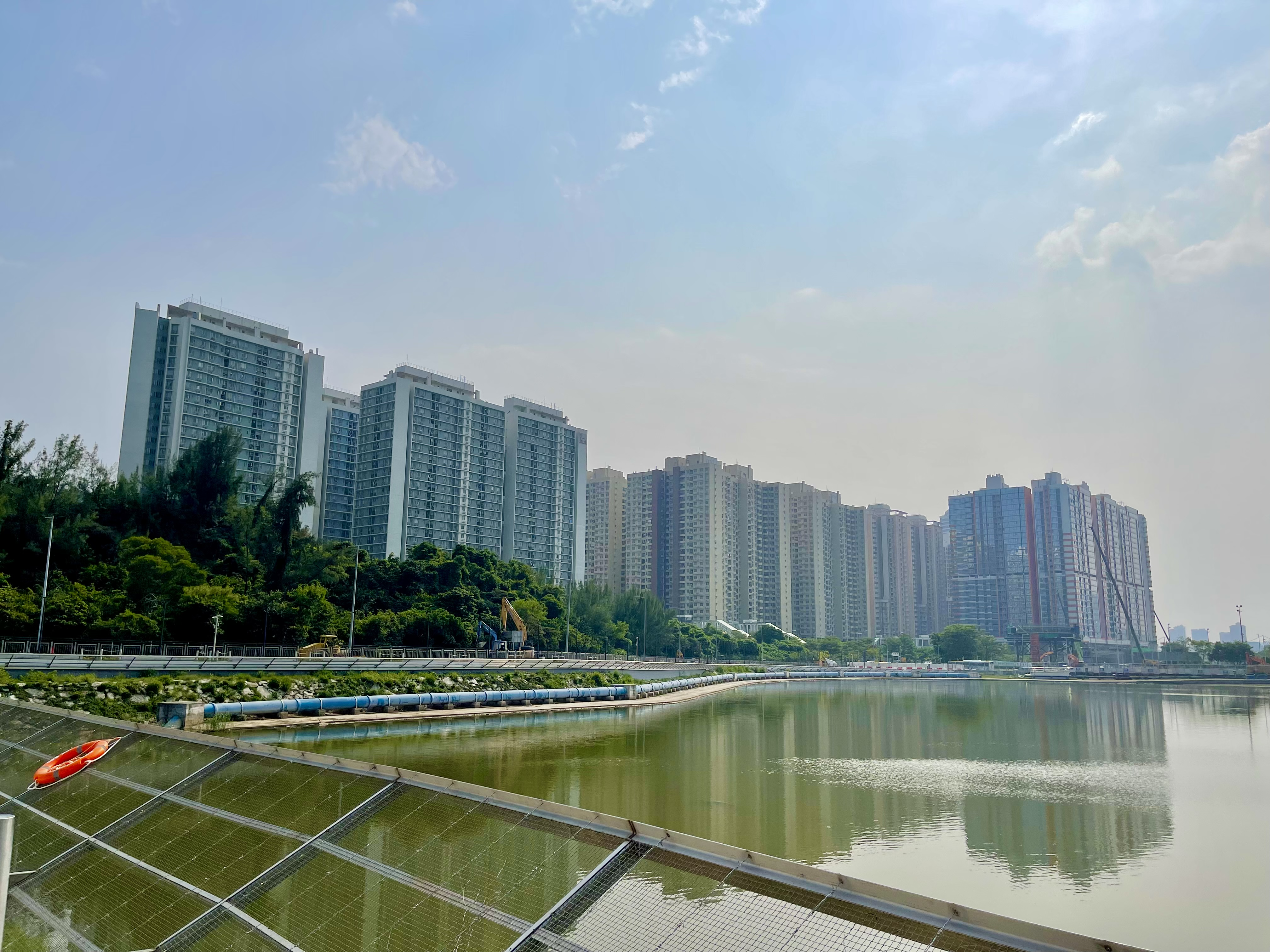
水塘與石排灣社區

石排灣水庫（葡萄牙語：Reservatório de Seac Pai Van）位於澳門路環北面，於路氹連貫公路以東。為澳門原水供應的一個水庫，原水經石排灣水廠處理後再飲用。目前水庫的集水面積近0.63平方公里，最大庫容達45萬立方米，即澳門7天的用水量。

## 歷史
為路環及氹仔兩地居民解決供水問題，澳葡政府於在1967年曾招商在路環石排灣口開闢一個新水塘，然後敷設水管通往氹仔，水塘建設工程於1968年11月11日完成。專為離島供水而興建的路環石排灣濾水站的建築工程，於1982年7月竣工，在1982年9月底使用。
2025年第四季，路環石排灣水庫展開擴容工程，預計2027年竣工，項目完成後總庫容將由30萬立方米增至約78萬立方米，圍繞水庫的單車徑延展至約1,415米，跑步徑及步行徑延展至約1,160米。

## 石排灣市區公園
澳門政府為了服務石排灣區的新建成的石排灣公屋群住戶，正規劃水塘一帶的中、長期基建發展規劃。當中為水庫環徑建設包括打造無障礙通行的步行系統，連接社區與周邊設施增加市民使用。其中，計劃在石排灣水庫東側開闢新路及建造塘邊休憩康體區，同時提供居民有一個舒適的休憩空間。在新路與水庫東側之間，將仿照澳門水塘的形式，設置一個多功能的休憩康體區，包括約3.5米闊的雙向單車徑、行人道、緩跑徑、兒童遊樂場、戶外康體區域，以及休息和衛生設施等。

水庫休憩區於2018年10月26日進行公開開標，共收到18份標書，工程包括在水庫的東側和北側建造一個戶外康體休憩空間，將設有單車徑、跑步徑、步行徑、兒童遊樂場、康體區及洗手間等設施；同時亦會擴闊現時水庫南側鄰近路環九澳高頂馬路之行人道，並已在附近預留行人天橋落腳點。整項建設工程於2021年竣工，第一階段主要美化水庫環邊的南面、東面及北面的交通道路，並在休憩區的東側和北側建設單車道及跑步徑等戶外多功能康體休憩空間。
水庫休憩區於2021年10月下旬啟用，24小時開放。水庫休憩區面積約為13,000平方米，是一個運動及育樂設施兼具的公園。
第二階段為水庫西側和南側強化周邊步行環境及設施，將會視未來石排灣水庫擴容工程時一併進行處理。

## 石排灣水廠

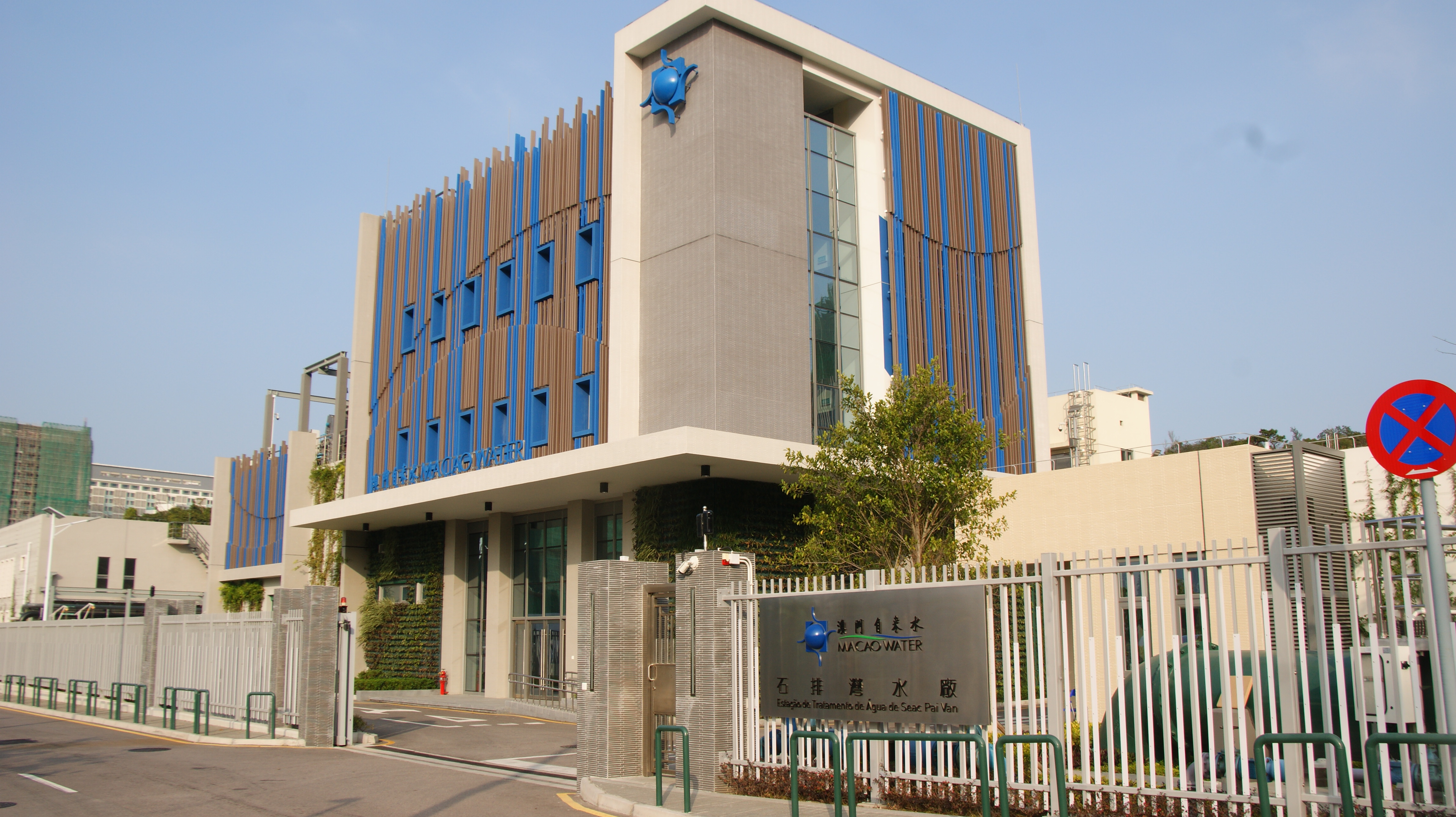
石排灣水廠

水廠已於2021年11月正式投產，主要供水於路氹城和路環等離島區，每天產水量130000立方米，用水量足夠離島區的居民及商業用水。連同配合青洲水廠、大水塘水廠、路環水廠，再加上石排灣水廠，令總產能提升至每日52萬立方米，目前澳門最高峰時候用水量是每日三十萬立方米，即澳門產水能力可應付未來一段時間的供水需求。
石排灣水廠位於路環九澳高頂馬路、石排灣水庫的東南方，佔地170000平方米，由澳門自來水全資興建，2014年下半年開始有關規劃，水廠於2018年中動工，2019年底主體結構基本完成，2020年底試運行。每天平均生產水量為6至9萬立方米，已經基本滿足離島市民用水的需求，同時又讓澳門半島及離島水廠能及分布更加平均。2020年底水廠由第4條珠澳原水管由橫琴供應，使用新技術處理原水，採用自動化監控系統，由青洲水廠中央控制室集中管理整體運作成本。2021底將正式投產。